# Pedro Lorenzo de la Nada
Pedro Lorenzo de la Nada (fl. XVI secolo) è stato un religioso spagnolo, dell'ordine dei domenicani, che predicò la religione cattolica nella Nuova Spagna nel corso del XVI secolo.

## Biografia
Giunse in Nuova Spagna intorno al 1560, attraverso il Guatemala, ed ivi trascorse un lungo periodo nel convento de La Ciudad Real (oggi San Cristóbal de Las Casas, Chiapas). Più tardi, nel 1561, invitato dal confratello Bartolomé de las Casas, insieme ad altri monaci si trasferì nella provincia di Zendales, una regione al confine con la selva Lacandona, che era allora il territorio di diverse nazioni Maya e nel quale si parlavano le lingue chol e tzeltal.
Dal 1564 riuscì a convertire alla religione cattolica il popolo Pochutla di Ocosingo e nello stesso anno, più a nord dello stato del Chiapas fondò la città di Tila, un insediamento Ch'ol, che in seguito divenne uno dei centri religiosi più importanti della regione sud-est del Messico. Nel 1567 fondò la città di Palenque vicino alle rovine che portano lo stesso nome. Fu anche il fondatore della città Ch'ol di Tumbalá e di quelle Tzeltal di Bachajón e Yajalón.
Così riuscì a convertire i Pochutla e gli abitanti originari della valle di Ocosingo, i Chol di Palenque, Tila e Tumbala, e gli Tzeltal di Bachajon e Yajalón, ma non riuscì a superare l'intransigenza della popolazione Lacandón e, per la lontananza, degli insediamenti Itza. Per ragioni sconosciute fuggì dal convento di Ciudad Real e scomparve nella giungla verso il Tabasco.
Ha dato il nome al Centro de Derechos Humanos Fray Pedro Lorenzo de la Nada che opera nella città di Ocosingo.
| Controllo di autorità | VIAF (EN) 58943882 · ISNI (EN) 0000 0000 4959 0452 · LCCN (EN) nr92015328 · BNE (ES) XX5613817 (data) · BNF (FR) cb16742210c (data) |